# 交換するオブザーバブルの完全集合
量子力学における交換するオブザーバブルの完全集合（complete set of commuting observables、CSCO）とは、交換するオブザーバブルの集合で、それらのオブザーバブルの固有値（つまり測定値）が系の状態を可能な限り完全に指定しているような集合のこと。
CSCOのオブザーバブルはすべて互いに交換するため、CSCOのオブザーバブルはすべて両立でき、CSCOのあるオブザーバブルの測定は、CSCOの別のオブザーバブルの測定に何の影響も与えない。よって別々のオブザーバブルを測定する順番を考える必要はない。
CSCOの測定は、系の量子状態をCSCOの既知の同時固有ベクトルに射影するという意味で、完全な測定を構成する。
可能な限り完全に特定された状態、すなわちCSCOの同時固有ベクトルを準備するためには、任意の状態を取ってから、ヒルベルト空間内のCSCOの同時固有ベクトルになるまで、CSCO内のすべてのオブザーバブルの測定を連続的に行わなければならない。